# Plage de Simaho
La plage de Simaho est une plage de galets et de sable noir située dans le centre-ville de Vieux-Habitants, en Guadeloupe.

## Description
La plage de Simaho, longue de 343 m, se situe au cœur de la ville de Vieux-Habitants. Aménagée, elle comporte un chemin de planche bordé de restaurants, des tables de pique-nique et des carbets dans l'espace nommé Bik.

## Galerie

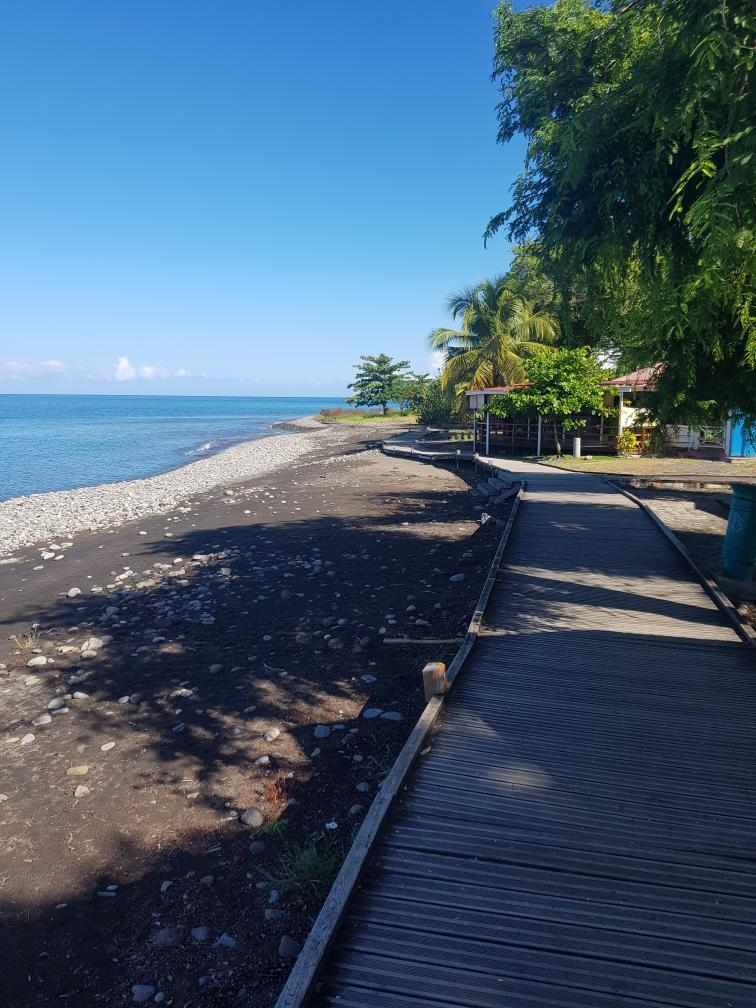
Plage de Simaho en septembre 2023.